# Шацкое городское поселение
Ша́цкое городско́е поселе́ние — муниципальное образование в составе Шацкого района Рязанской области. Состоит из одного населённого пункта — города Шацка.

## История
Образовано 16 декабря 2004 года. С 1 марта 2009 года главой поселения является Булгакова Вера Владимировна, главой администрации — Петр Михайлович Калинин.

## Население
| 2009  | 2010  | 2012  | 2013  | 2014  | 2015  | 2016  |
| ----- | ----- | ----- | ----- | ----- | ----- | ----- |
| 6834  | ↘6561 | ↘6440 | ↘6404 | ↘6307 | ↘6262 | ↘6120 |
| 2017  | 2018  | 2019  | 2020  | 2021  | 2023  |       |
| ↘6029 | ↘5935 | ↘5894 | ↘5819 | ↗5927 | ↘5791 |       |

В летнее время численность населения значительно увеличивается за счёт притока людей на отдых.

## Состав городского поселения
В состав городского поселения входит один населённый пункт.
- Шацк (город, административный центр) — 5791[13]